# شهرستان آبزلیلوفسکی
شهرستان آبزلیلوفسکی (به لاتین: Abzelilovsky District) یک سکونتگاه مسکونی در روسیه است که در باشقیرستان واقع شده‌است.